# 1868년 8월 18일 일식
1868년 8월 18일 일식은 달이 지구와 태양 사이를 지나면서 태양을 완전히 가리는 개기일식이다. 개기일식은 달의 시직경이 태양의 시직경보다 커서 태양을 다 가릴 수 있을 때 일어난다. 개기일식은 매우 좁은 지역에서만 관측 가능하며, 대부분의 다른 지역에서는 부분일식으로 관측된다.

## 관측

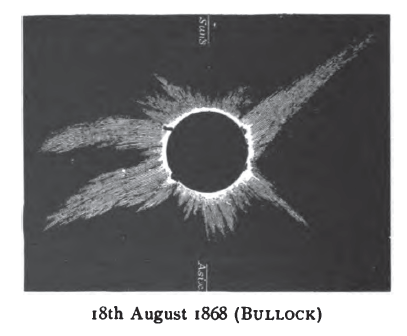
일식의 스케치, Total Eclipses of the Sun, 1900.
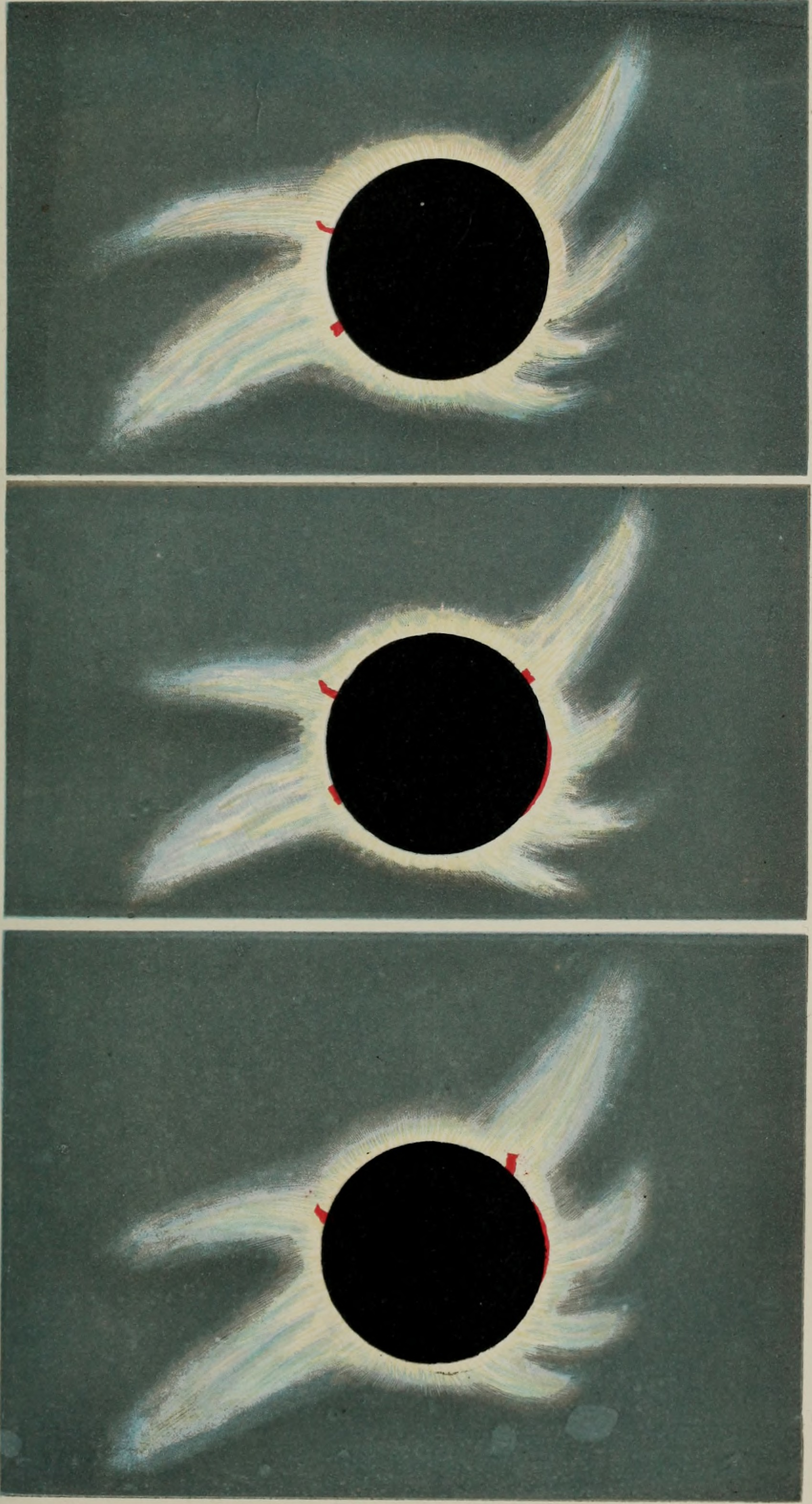
M. 스테판의 스케치, Archives des missions scientifiques et littéraires, 1868.
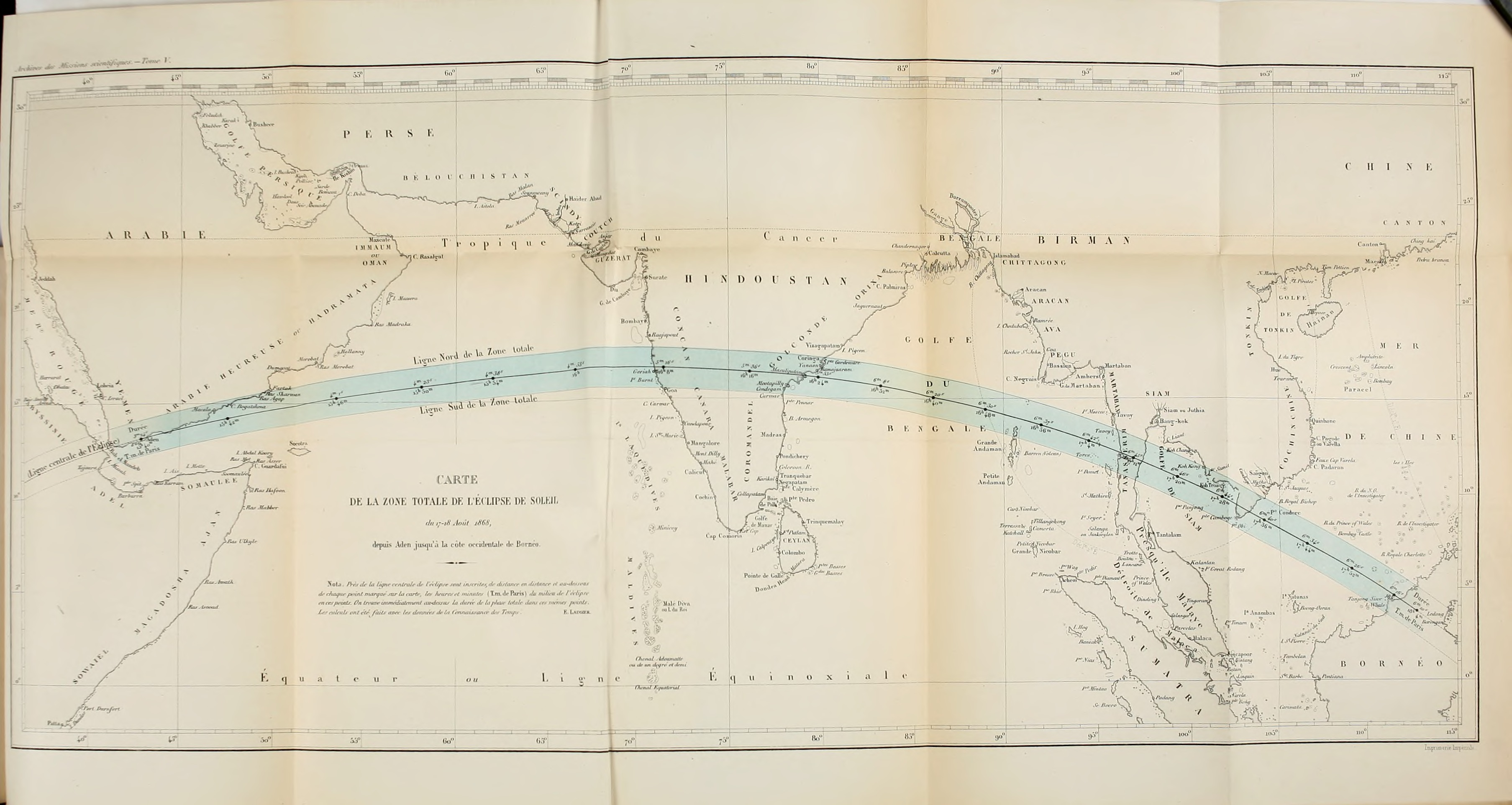
개기일식의 경로 예측 지도, Archives des missions scientifiques et littéraires, 1868.

### 헬륨의 발견
프랑스의 천문학자 피에르 장센은 영국령 인도의 군투르에서 일식을 관측했다. 이 개기일식은 구스타프 키르히호프의 복사 법칙이 나온 후 첫 개기일식이었다. 장센은 태양홍염의 분광선에서 밝은 노란색( (λ = 587.49 nm)을 발견했다. 또한 장센은 개기일식 없이 태양홍염의 분광선을 관측하는 방법도 찾아냈어. 이 결과는 영국의 천문학자 노먼 로키어에 의해 독립적으로 발견되었고, 장센과 로키어의 결과는 프랑스 과학 아카데미에 1868년 10월 26일 발표되었다.